# Armenien beim Eurovision Song Contest
Teilnehmende Rundfunkanstalt

Erste Teilnahme
2006
Anzahl der Teilnahmen
17 (Stand 2025)
Höchste Platzierung
4 (2008, 2014)
Höchste Punktzahl
249 (2016)
Niedrigste Punktzahl
34 (2015)
Punkteschnitt (seit erstem Beitrag)
112,15 (Stand 2019)
Punkteschnitt pro abstimmendem Land im 12-Punkte-System
2,38 (Stand 2019)
Dieser Artikel befasst sich mit der Geschichte Armeniens als Teilnehmer am Eurovision Song Contest.

## Regelmäßigkeit der Teilnahme und Erfolge im Wettbewerb

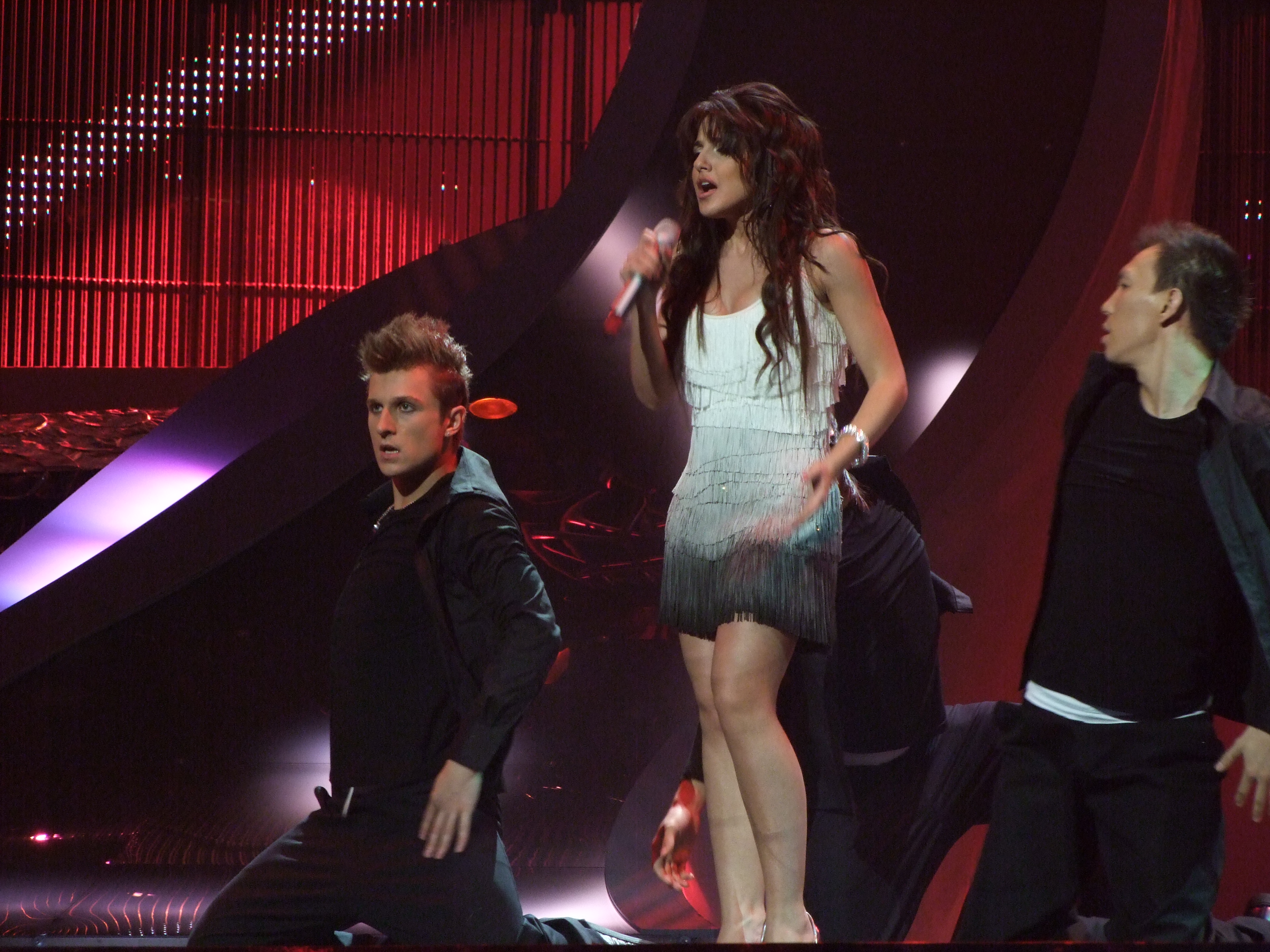
Sirusho 2008 ist bis heute die erfolgreichste Interpretin des Landes beim Wettbewerb

Die nationale Rundfunkanstalt ARMTV ist Mitglied der Europäischen Rundfunkunion und startete im Jahr 2006 erstmals beim Eurovision Song Contest. Andre erreichte nach einem sechsten Platz im Halbfinale im Finale den achten Platz. Im darauf folgenden Jahr, 2007, knüpfte der Sänger Hayko mit einem achten Platz im Finale an diesen Erfolg an. 2008 belegte Siruscho im ersten der beiden Halbfinals den zweiten Platz und qualifizierte sich für die Endrunde, wo sie mit dem vierten Platz und 199 Punkten das bisher beste Ergebnis Armeniens erzielte. Inga & Anusch erreichten 2009 dann Platz 10 im Finale, nach dem sie Platz 5 im Halbfinale erreicht haben. Auch 2010 erreichte Eva Rivas mit Platz 7 eine weitere Platzierung unter den besten Zehn im Finale. 2011 hingegen erreichte Emmy nicht das Finale, nach dem sie im Halbfinale nur Platz 12 erreichte, womit Armenien zum ersten Mal im Halbfinale ausschied. Auch 2012 wollte Armenien ursprünglich teilnehmen. Am 7. März 2012 zog das Land seine Teilnahme am ESC 2012 aus politischen Gründen zurück. Aufgrund der Absage nach der Deadline für die Teilnahmebestätigung wurde eine Strafe in Höhe von 50 % der Teilnahmegebühr fällig. Erst 2013 kehrte Armenien zum ESC zurück und nimmt mit Ausnahme von 2021 seitdem jedes Jahr teil.
2013 war Armeniens Rückkehr allerdings wenig erfolgreich. Das Land erreichte zwar das Finale, mit Platz 18 erreichte die Band Dorians allerdings Armeniens schlechteste Platzierung in einem Finale. 2014 hingegen erreichte Aram Mp3 dann mit Platz 4 die beste Platzierung für das Land seit 2008. Er holte damit die gleiche Platzierung wie Sirusho 2008. Allerdings konnte sie 2008 mehr Punkte erreichen, womit sie bis heute immer noch Armeniens erfolgreichste Interpretin ist. 2015 wurde dann die Band Genealogy extra für den ESC zusammengestellt. Sie erreichten zwar das Finale, holten mit Platz 16 aber nur eine schwache Platzierung. 2016 erreichte Iveta Mukuchyan dann mit Platz 7 wieder ein gutes Ergebnis für das Land, nach dem sie im Halbfinale bereits Platz 2 erreichte. Mit 249 Punkten holte sie außerdem eine neue Höchstpunktzahl für das Land.
2017 erreichte Artsvik mit Platz 18 allerdings wiederum eine schlechtere Platzierung. Noch schlechter schnitt das Land aber in den Folgejahren ab: 2018 schied Sewak Chanaghjan als 15. bereits im Halbfinale aus. Auch Srbuk konnte sich 2019 für Armenien nicht qualifizieren und erreichte mit Platz 16 von 18 sogar das schlechteste Ergebnis für Armenien. Nachdem sich das Land bis 2021 vom Wettbewerb zurückgezogen hatte, nahm es 2022 wieder teil, schaffte den Einzug ins Finale und belegte dort Platz 20. Auch 2023 gelang der Finaleinzug, bei dem es Platz 14 belegen konnte. 2024 zog Armenien erneut ins Finale ein und erzielte mit Platz 8 die beste Platzierung seit 2016. 2025 konnte man sich erneut für das Finale qualifizieren, wo man mit Platz 20 allerdings nur die unteren Plätze belegte.
Insgesamt landeten 8 der 17 Beiträge in der linken Tabellenhälfte. Das Land schied bisher nur dreimal (2011, 2018, 2019) im Halbfinale aus und erreichte nie den letzten Platz. Zudem zählt das Land einige Platzierungen unter den ersten Zehn. Gewinnen konnte das Land den Wettbewerb bislang aber noch nicht. Mit insgesamt acht Platzierungen unter den besten Zehn gehört Armenien zu den erfolgreicheren Ländern im Wettbewerb.

## Liste der Beiträge
Farblegende:
– 1. Platz. 
– 2. Platz. 
– 3. Platz. 
– Punktgleichheit mit dem letzten Platz.
– ausgeschieden im Halbfinale/in der Qualifikation/im osteuropäischen Vorentscheid.
– keine Teilnahme/nicht qualifiziert.
– Absage des Eurovision Song Contests.
| Jahr | Interpret                        | Titel Musik (M) und Text (T)                                                                                          | Sprache                  | Übersetzung                | Finale                                           | Finale                                           | Halbfinale/ Qualifikation                        | Halbfinale/ Qualifikation                        | Nationaler Vorentscheid  |
| Jahr | Interpret                        | Titel Musik (M) und Text (T)                                                                                          | Sprache                  | Übersetzung                | Platz                                            | Punkte                                           | Platz                                            | Punkte                                           | Nationaler Vorentscheid  |
| ---- | -------------------------------- | --- | ------------------------ | -------------------------- | ------------------------------------------------ | ------------------------------------------------ | ------------------------------------------------ | ------------------------------------------------ | ------------------------ |
| 2006 | Andre Անդրե                      | Without Your Love M: Armen Martirosyan; T: Catherine Bekian                                                           | Englisch                 | Ohne deine Liebe           | 8 / 24                                           | 129                                              | 6 / 23                                           | 150                                              | interne Auswahl          |
| 2007 | Hayko Հայկո                      | Anytime You Need M: Hayko; T: Karen Kavaleryan                                                                        | Englisch, Armenisch      | Wie lange du auch brauchst | 8 / 24                                           | 138                                              | Direkt für das Finale qualifiziert               | Direkt für das Finale qualifiziert               | Evrotesil 2007           |
| 2008 | Sirusho Սիրուշո                  | Qele, qele (Քելե Քելե) M: H.A. Der-Hovagimian; T: Sirusho                                                             | Englisch, Armenisch      | Los, los                   | 4 / 25                                           | 199                                              | 2 / 19                                           | 139                                              | Evrotesil 2008           |
| 2009 | Inga & Anusch Ինգա և Անուշ       | Jan jan (Ջան ջան) M: Mane Akopyan; T: Avet Barseghyan, Vardan Zadoyan                                                 | Englisch, Armenisch      | Mein Liebster              | 10 / 25                                          | 92                                               | 5 / 18                                           | 99                                               | Evrotesil 2009           |
| 2010 | Eva Rivas Եվա Րիվաս              | Apricot Stone M: Armen Martirosyan; T: Karen Kavaleryan                                                               | Englisch                 | Aprikosenkern              | 7 / 25                                           | 141                                              | 7 / 17                                           | 83                                               | Evrotesil 2010           |
| 2011 | Emmy Էմմա                        | Boom Boom M: Hayk Harutyunyan, Hayk Hovhannisyan; T: Sosi Khanikyan                                                   | Englisch                 | Bumm-Bumm                  | Ausgeschieden                                    | Ausgeschieden                                    | 12 / 19                                          | 54                                               | Evrotesil 2011           |
| 2012 | Auf Teilnahme verzichtet         | Auf Teilnahme verzichtet                                                                                              | Auf Teilnahme verzichtet | Auf Teilnahme verzichtet   | Auf Teilnahme verzichtet                         | Auf Teilnahme verzichtet                         | Auf Teilnahme verzichtet                         | Auf Teilnahme verzichtet                         | Auf Teilnahme verzichtet |
| 2013 | Dorians                          | Lonely Planet M: Tony Iommi; T: Vardan Zadoyan                                                                        | Englisch                 | Einsamer Planet            | 18 / 26                                          | 41                                               | 7 / 17                                           | 69                                               | Evrotesil 2013           |
| 2014 | Aram Mp3                         | Not Alone M: Aram Mp3; T: Garik Papojan                                                                               | Englisch                 | Nicht alleine              | 4 / 26                                           | 174                                              | 4 / 16                                           | 121                                              | interne Auswahl          |
| 2015 | Genealogy                        | Face the Shadow M: Armen Martirosyan; T: Inna Mkrtchyan                                                               | Englisch                 | Stell dich dem Schatten    | 16 / 27                                          | 34                                               | 7 / 16                                           | 77                                               | interne Auswahl          |
| 2016 | Iveta Mukuchyan Իվետա Մուկուչյան | LoveWave M: Lilith Navasardyan, Levon Navasardyan; T: Iveta Mukuchyan, Stephanie Crutchfield                          | Englisch                 | Liebes-Welle               | 7 / 26                                           | 249                                              | 2 / 18                                           | 243                                              | interne Auswahl          |
| 2017 | Artsvik Արծվիկ                   | Fly with Me M: Lilith Navasardyan, Levon Navasardyan; T: Avet Barseghyan, David Tserunyan                             | Englisch                 | Flieg mit mir              | 18 / 26                                          | 79                                               | 7 / 18                                           | 152                                              | Depi Jewratessil 2017    |
| 2018 | Sewak Chanaghjan Սեւակ Խանագյան  | Qami (Քամի) M: Sewak Chanaghjan; T: Anna Danieljan, Wiktorja Malojan                                                  | Armenisch                | Wind                       | Ausgeschieden                                    | Ausgeschieden                                    | 15 / 19                                          | 79                                               | Depi Jewratessil 2018    |
| 2019 | Srbuk Սրբուհի                    | Walking Out M: Lost Capital, tokionine; T: Garik Papoyan                                                              | Englisch                 | Gehe raus                  | Ausgeschieden                                    | Ausgeschieden                                    | 16 / 18                                          | 49                                               | interne Auswahl          |
| 2020 | Athena Manoukian Աթենա Մանուկեան | Chains on You M: Athena Manoukian, DJ Paco; T: Athena Manoukian                                                       | Englisch                 | Ketten an dir              | Absage wegen der COVID-19-Pandemie durch die EBU | Absage wegen der COVID-19-Pandemie durch die EBU | Absage wegen der COVID-19-Pandemie durch die EBU | Absage wegen der COVID-19-Pandemie durch die EBU | Depi Jewratessil 2020    |
| 2021 | Auf Teilnahme verzichtet         | Auf Teilnahme verzichtet                                                                                              | Auf Teilnahme verzichtet | Auf Teilnahme verzichtet   | Auf Teilnahme verzichtet                         | Auf Teilnahme verzichtet                         | Auf Teilnahme verzichtet                         | Auf Teilnahme verzichtet                         | Auf Teilnahme verzichtet |
| 2022 | Rosa Linn                        | Snap M/T: Allie Crystal, Courtney Harrell, Jeremy Dusoulet, Larzz Principato, Rosa Linn, Tamar Kaprelian              | Englisch                 | Schnippen                  | 20 / 25                                          | 61                                               | 5 / 17                                           | 187                                              | interne Auswahl          |
| 2023 | Brunette                         | Future Lover M/T: Brunette                                                                                            | Englisch, Armenisch      | Zukünftiger Liebhaber      | 14 / 26                                          | 122                                              | 6 / 16                                           | 99                                               | interne Auswahl          |
| 2024 | Ladaniva                         | Jako (Ժակո) M/T: Jaklin Baghdasaryan, Louis Thomas, Audrey Leclercq                                                   | Armenisch                | –                          | 8 / 25                                           | 183                                              | 3 / 16                                           | 137                                              | interne Auswahl          |
| 2025 | PARG                             | Survivor M/T: PARG, Armen Paul, Alex Wilke, Thomas G:Son, Benji Alasu, Joshua Curran, Martin Mooradian, Eva Voskanian | Englisch                 | Überlebender               | 20 / 26                                          | 72                                               | 10 / 16                                          | 51                                               | Depi Jewratessil 2025    |

## Sprachen
Bisher sangen Armeniens Interpreten hauptsächlich auf Englisch, 2007, 2008 und 2009 wurde jedoch mit Armenisch gemischt: Bei Anytime You Need wurde der letzte Refrain in der Landessprache gesungen. Qele qele hatte neben der armenischen Titelzeile (qele qele) eine Einleitung in der Landessprache. 2009 wurde Nor par (Jan jan) überwiegend auf Armenisch, aber teils auch auf Englisch gesungen. 2018 wurde das erste Mal komplett auf Armenisch gesungen.

## Nationale Vorentscheide
Beim Debüt 2006 wurde André intern vom Sender AMPTV ausgewählt, das Land zu vertreten. 2007 fand erstmals ein Vorentscheid statt, der sich über zwei Semifinals mit je zehn Beiträgen und ein Finale mit sieben Beiträgen erstreckte. Zu den Teilnehmern gehörte zudem Meri Voskanian, eine Kandidatin in der dritten Staffel von Deutschland sucht den Superstar und Teilnehmerin des deutschen Vorentscheids Unser Star für Oslo.
2008 wurde Siruscho intern vom armenischen Fernsehsender ausgewählt, das Land zu vertreten. Beim Vorentscheid stellte sie alle vier Titel vor; zu allen Beiträgen hatte sie zudem ganz oder teilweise die Texte verfasst. Nach zwei öffentlichen nationalen Ausscheidungen 2009 und 2010 wurden 2011 und 2013 die Künstler Emmy bzw. die Dorians intern ausgewählt und führten wie Siruscho 2008 einige Titel vor.
2014 wurde sowohl Aram Mp3 als auch sein Lied intern ausgewählt, dies gilt ebenso für Genealogy 2015, eine Formation, die extra für den ESC zusammengestellt wurde. Um politische Botschaften zu vermeiden, wurde der ursprüngliche Titel des Songs Don’t Deny, in Anlehnung an den Völkermord an den Armeniern vor einhundert Jahren, durch die Titelzeile Face the Shadow ersetzt. Auch Iveta Mukuchyan wurde 2016 wieder intern ausgewählt. Ihr Beitrag LoveWave wurde am 2. März 2016 im Rahmen der Abendnachrichten auf ARMTV präsentiert.
2017 gab es erstmals seit 2010 wieder einen Vorentscheid mit mehreren Interpreten, der unter dem Namen Depi Jewratessil über Monate hinweg den ESC-Teilnehmer fand. Das Lied wurde wieder intern ausgewählt. 2018 wurden dann Interpret und Lied wieder zusammen ausgewählt. 2019 wurden Künstler und Lied wieder intern ausgewählt. 2020 wurde dann wieder eine nationale Vorentscheidung mit einem Finale unter den Namen Depi Jewratessil veranstaltet.

## Kommentatoren und Punktesprecher
Diese Liste der Kommentatoren und Punktesprecher beginnt mit dem Beginn der TV-Übertragungen in Armenien.
| Jahr | Kommentator                                               | Punktesprecher           |
| ---- | --------------------------------------------------------- | ------------------------ |
| 2006 | Gohar Gasparyan & Felix Khachatryan                       | Gohar Gasparyan          |
| 2007 | Gohar Gasparyan                                           | Sirusho                  |
| 2008 | Felix Khachatryan & Hrachuhi Utmazyan                     | Hrachuhi Utmazyan        |
| 2009 | Khoren Levonyan                                           | Sirusho                  |
| 2010 | Khoren Levonyan & Hrachuhi Utmazyan                       | Nazeni Hovhannisyan      |
| 2011 | Artak Vardanyan                                           | Lusine Tovmasyan         |
| 2012 | Gohar Gasparyan & Artur Grigoryan                         | Auf Teilnahme verzichtet |
| 2013 | Andre & Arevik Udumyan (Halbfinale)                       | Andre                    |
| 2013 | Erik Antaranyan & Anna Avanesyan (Finale)                 | Andre                    |
| 2014 | Erik Antaranyan & Anna Avanesyan (Halbfinale)             | Anna Avanesyan           |
| 2014 | Tigran Danielyan & Arevik Udumyan (Finale)                | Anna Avanesyan           |
| 2015 | Erik Antaranyan & Aram Mp3 (Erstes Halbfinale)            | Lilit Muradyan           |
| 2015 | Vahe Khanamiryan & Hermine Stepanyan (Zweites Halbfinale) | Lilit Muradyan           |
| 2015 | Avet Barseghyan & Arevik Udumyan (Finale)                 | Lilit Muradyan           |
| 2016 | Avet Barseghyan                                           | Arman Margaryan          |
| 2017 | Avet Barseghyan & Gohar Gasparyan                         | Iveta Mukuchyan          |
| 2018 | Avet Barseghyan & Felix Khachatryan                       | Arsen Grigoryan          |
| 2019 | Avet Barseghyan & Aram Mp3                                | Aram Mp3                 |
| 2022 | Hrachuhi Utmazyan & Garik Papoyan                         | Garik Papoyan            |
| 2023 | Hrachuhi Utmazyan & Hamlet Arakelyan                      | Maléna                   |
| 2024 | Hrachuhi Utmazyan & Sevak Hakobyan                        | Brunette                 |
| 2025 | Hrachuhi Utmazyan & Hamlet Arakelyan                      | Lusine Tovmasyan         |

## Punktevergabe
Folgende Länder erhielten die meisten Punkte von oder vergaben die meisten Punkte an Armenien (Stand: 2025):
| Die meisten im Finale vergebenen Punkte | Die meisten im Finale vergebenen Punkte | Die meisten im Finale vergebenen Punkte |
| Platz                                   | Land                                    | Punkte                                  |
| --------------------------------------- | --------------------------------------- | --------------------------------------- |
| 1                                       | Frankreich                              | 143                                     |
| 2                                       | Russland                                | 126                                     |
| 3                                       | Griechenland                            | 102                                     |
| 4                                       | Ukraine                                 | 097                                     |
| 5                                       | Schweden                                | 095                                     |

| Die meisten im Finale erhaltenen Punkte | Die meisten im Finale erhaltenen Punkte | Die meisten im Finale erhaltenen Punkte |
| Platz                                   | Land                                    | Punkte                                  |
| --------------------------------------- | --------------------------------------- | --------------------------------------- |
| 1                                       | Georgien                                | 156                                     |
| 2                                       | Frankreich                              | 151                                     |
| 3                                       | Russland                                | 91                                      |
| 4                                       | Griechenland                            | 87                                      |
| 5                                       | Bulgarien                               | 80                                      |

| Die meisten insgesamt vergebenen Punkte | Die meisten insgesamt vergebenen Punkte | Die meisten insgesamt vergebenen Punkte |
| Platz                                   | Land                                    | Punkte                                  |
| --------------------------------------- | --------------------------------------- | --------------------------------------- |
| 1                                       | Griechenland                            | 217                                     |
| 1                                       | Russland                                | 217                                     |
| 2                                       | Georgien                                | 181                                     |
| 3                                       | Zypern                                  | 150                                     |
| 4                                       | Ukraine                                 | 148                                     |
| 5                                       | Frankreich                              | 143                                     |

| Die meisten insgesamt erhaltenen Punkte | Die meisten insgesamt erhaltenen Punkte | Die meisten insgesamt erhaltenen Punkte |
| Platz                                   | Land                                    | Punkte                                  |
| --------------------------------------- | --------------------------------------- | --------------------------------------- |
| 1                                       | Georgien                                | 245                                     |
| 2                                       | Frankreich                              | 244                                     |
| 3                                       | Griechenland                            | 208                                     |
| 4                                       | Russland                                | 187                                     |
| 5                                       | Niederlande                             | 169                                     |

### Vergaben der Höchstwertung
Seit 2006 vergab Armenien im Finale die Höchstpunktzahl an elf verschiedene Länder, davon siebenmal an Russland. Im Halbfinale vergab Armenien die Höchstpunktzahl an zehn verschiedene Länder, davon fünfmal an Russland.
| Höchstwertung (Finale) | Höchstwertung (Finale)   | Höchstwertung (Finale)   |
| Jahr                   | Land                     | Platz (Finale)           |
| ---------------------- | ------------------------ | ------------------------ |
| 2006                   | Russland                 | 2                        |
| 2007                   | Russland                 | 3                        |
| 2008                   | Russland                 | 1                        |
| 2009                   | Russland                 | 11                       |
| 2010                   | Georgien                 | 9                        |
| 2011                   | Ukraine                  | 4                        |
| 2012                   | Auf Teilnahme verzichtet | Auf Teilnahme verzichtet |
| 2013                   | Ukraine                  | 3                        |
| 2014                   | Montenegro               | 19                       |
| 2015                   | Russland                 | 2                        |
| 2016                   | Frankreich (J)           | 6                        |
| 2016                   | Russland (T)             | 3                        |
| 2017                   | Portugal (J)             | 1                        |
| 2017                   | Zypern (T)               | 21                       |
| 2018                   | Schweden (J)             | 7                        |
| 2018                   | Zypern (T)               | 2                        |
| 2019                   | Schweden (J)             | 5                        |
| 2019                   | Russland (T)             | 3                        |
| 2020                   | Wettbewerb abgesagt      | Wettbewerb abgesagt      |
| 2021                   | Auf Teilnahme verzichtet | Auf Teilnahme verzichtet |
| 2022                   | Spanien (J)              | 3                        |
| 2022                   | Estland (T)              | 13                       |
| 2023                   | Israel (J & T)           | 3                        |
| 2024                   | Frankreich (J & T)       | 4                        |
| 2025                   | Frankreich (J)           | 7                        |
| 2025                   | Estland (T)              | 3                        |

| Höchstwertung (Halbfinale) | Höchstwertung (Halbfinale) | Höchstwertung (Halbfinale) |
| Jahr                       | Land                       | Platz (Halbfinale)         |
| -------------------------- | -------------------------- | -------------------------- |
| 2006                       | Russland                   | 3                          |
| 2007                       | Belarus                    | 4                          |
| 2008                       | Russland                   | 3                          |
| 2009                       | Island                     | 1                          |
| 2010                       | Georgien                   | 3                          |
| 2011                       | Russland                   | 9                          |
| 2012                       | Auf Teilnahme verzichtet   | Auf Teilnahme verzichtet   |
| 2013                       | Georgien                   | 10                         |
| 2014                       | Ukraine                    | 5                          |
| 2015                       | Georgien                   | 4                          |
| 2016                       | Malta (J)                  | 3                          |
| 2016                       | Russland (T)               | 1                          |
| 2017                       | Zypern (J & T)             | 5                          |
| 2018                       | Israel (J)                 | 1                          |
| 2018                       | Zypern (T)                 | 2                          |
| 2019                       | Schweden (J)               | 3                          |
| 2019                       | Russland (T)               | 6                          |
| 2020                       | Wettbewerb abgesagt        | Wettbewerb abgesagt        |
| 2021                       | Auf Teilnahme verzichtet   | Auf Teilnahme verzichtet   |
| 2022                       | Niederlande (J)            | 2                          |
| 2022                       | Ukraine (T)                | 1                          |
| 2023                       | Georgien                   | 12                         |
| 2024                       | Griechenland               | 5                          |
| 2025                       | Griechenland               | 4                          |

## Verschiedenes
- Karen Kavaleryan, Texter des Beitrages von 2007, schrieb im selben Jahr auch den Text für den belarussischen Beitrag Work Your Magic. Zuvor hatte er bereits die russischen Beiträge von 2002 und 2006 getextet, 2008 sollte er dies für die Ukraine und Georgien tun. Er ist damit der einzige Autor, der zweimal für mehr als ein Land im selben Jahr an einem Beitrag mitgewirkt hat, sowie jener Autor, der für die meisten verschiedenen Länder Beiträge geschrieben hat.[6]
- 2006 eröffnete André das Halbfinale und trat als Letzter im Finale auf.
- Für den im Nachbarland Aserbaidschan stattfindenden ESC 2012 hatte man sich ursprünglich angemeldet, aufgrund des großen Drucks armenischer Künstler und der allgemein angespannten Lage im Grenzgebiet sagt man schließlich ein paar Tage nach Einsendeschluss doch noch ab, was eine Geldstrafe mit sich zog, die 50 % der Teilnahmegebühr entsprach.

## Impressionen

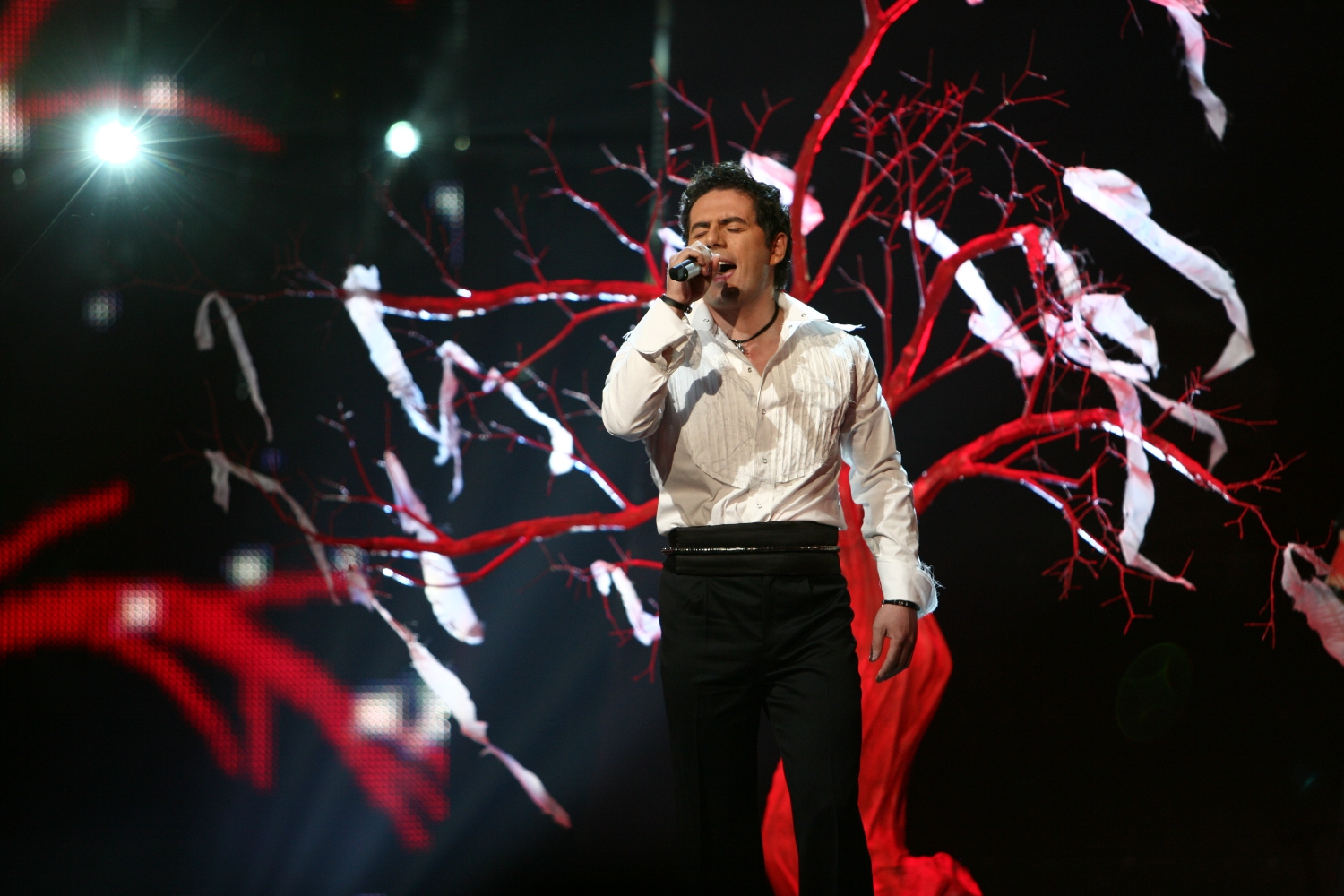
Hayko 2007
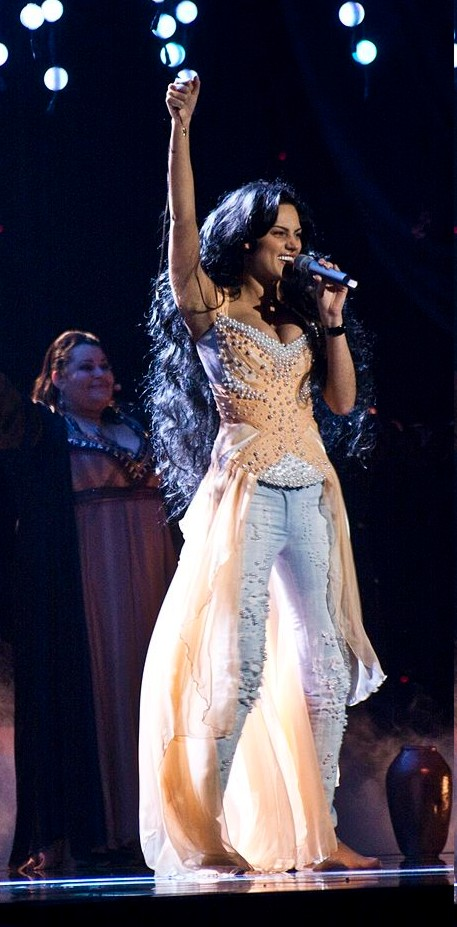
Eva Rivas 2010
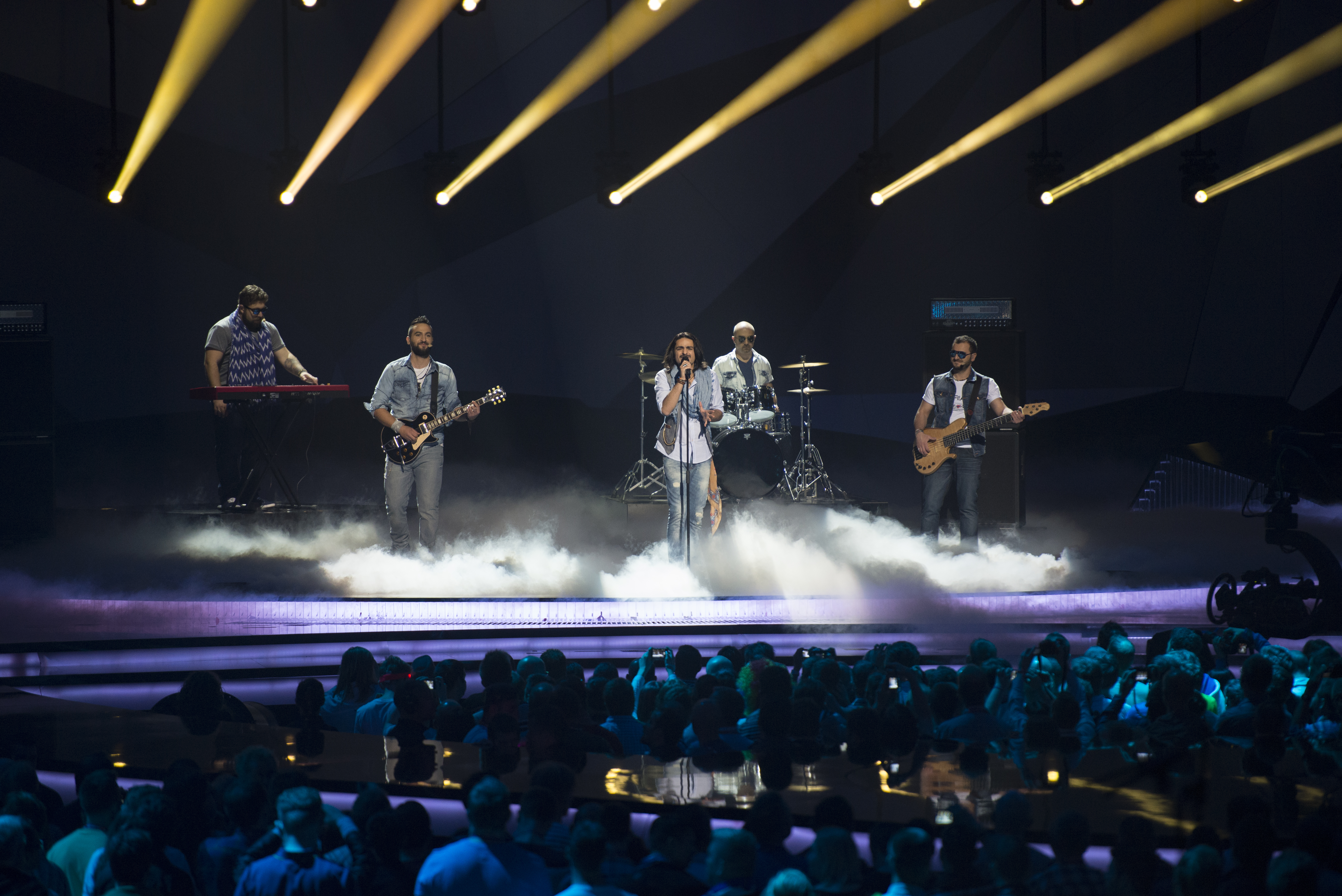
Dorians 2013
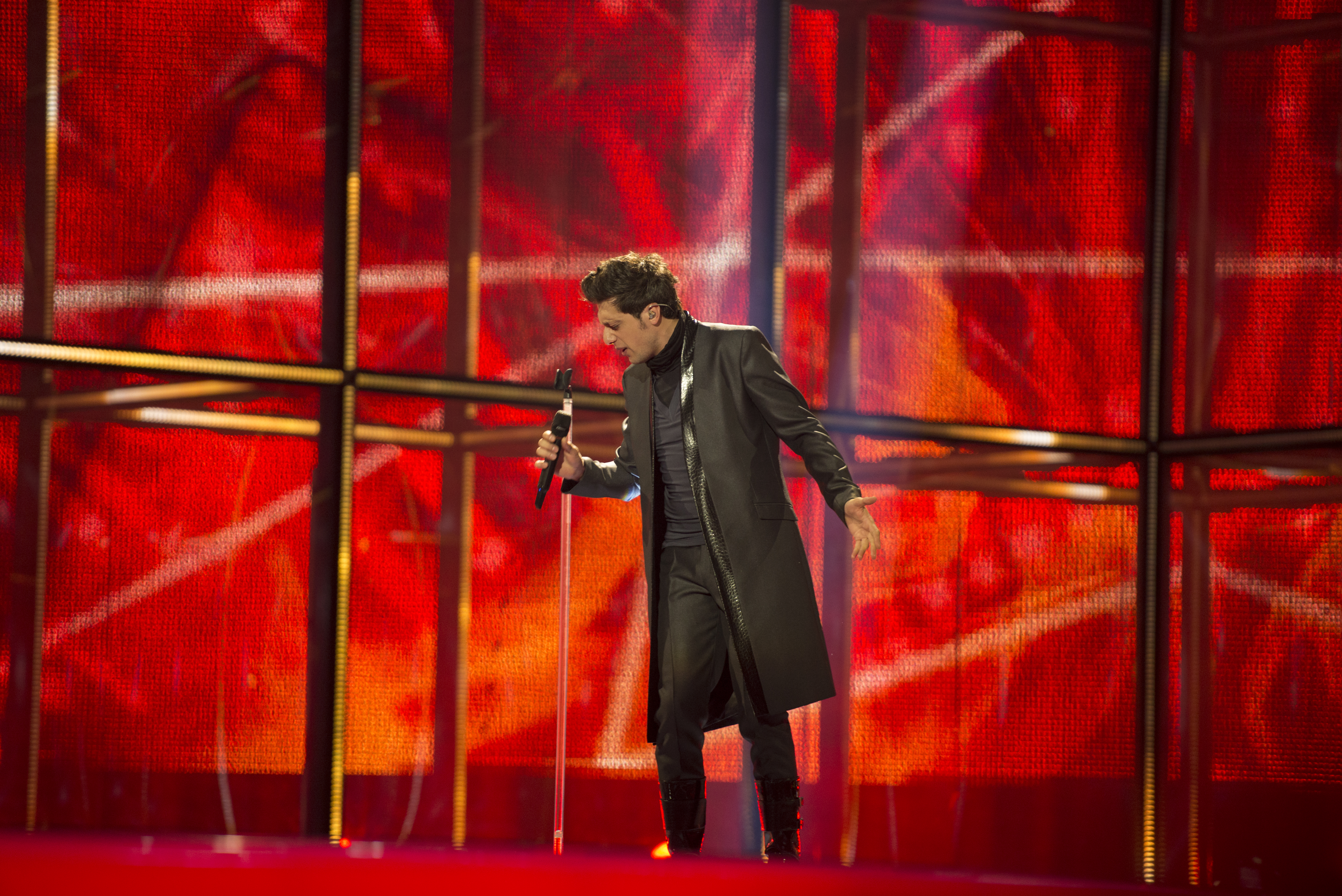
Aram MP3 2014
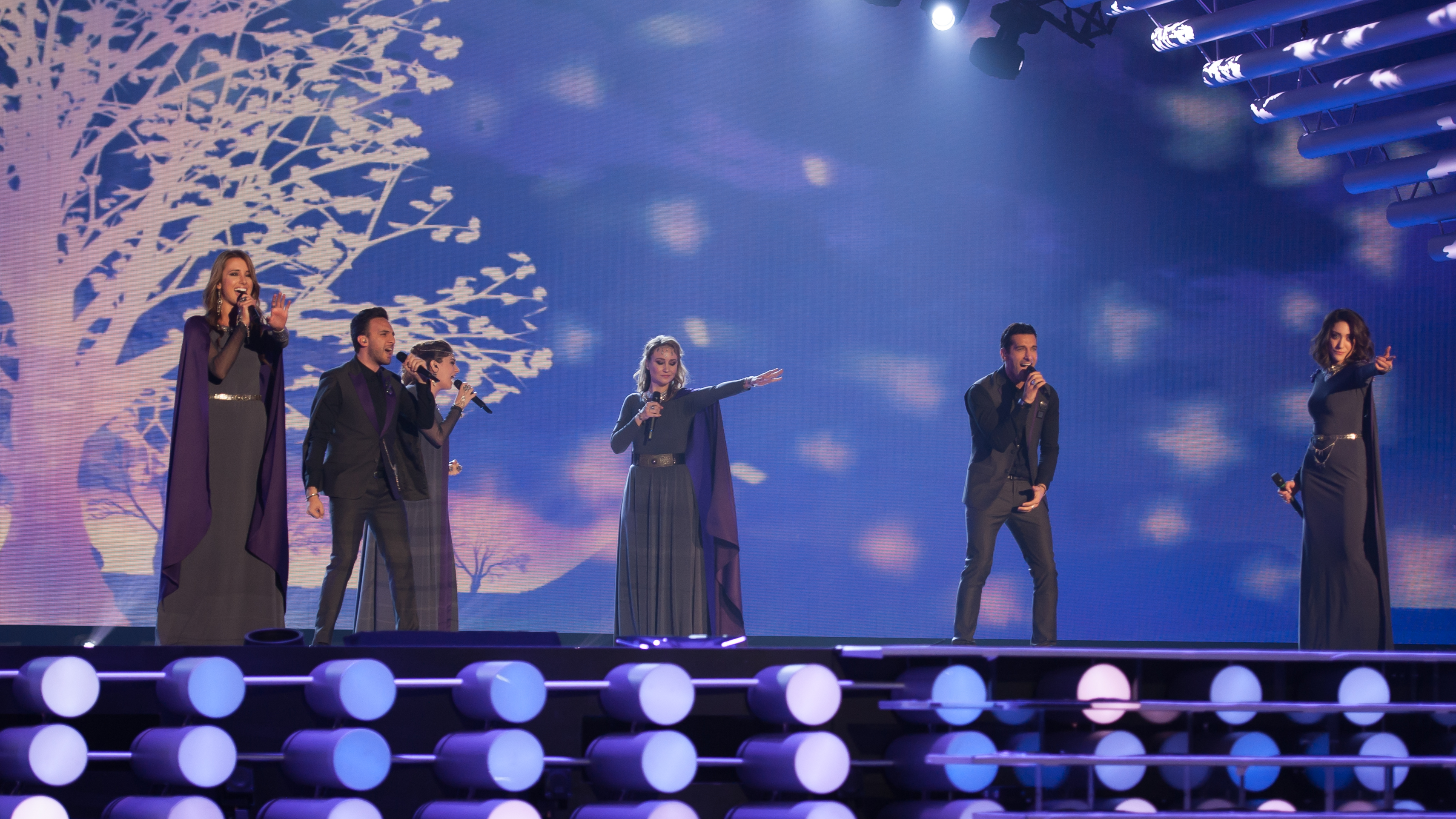
Genealogy 2015
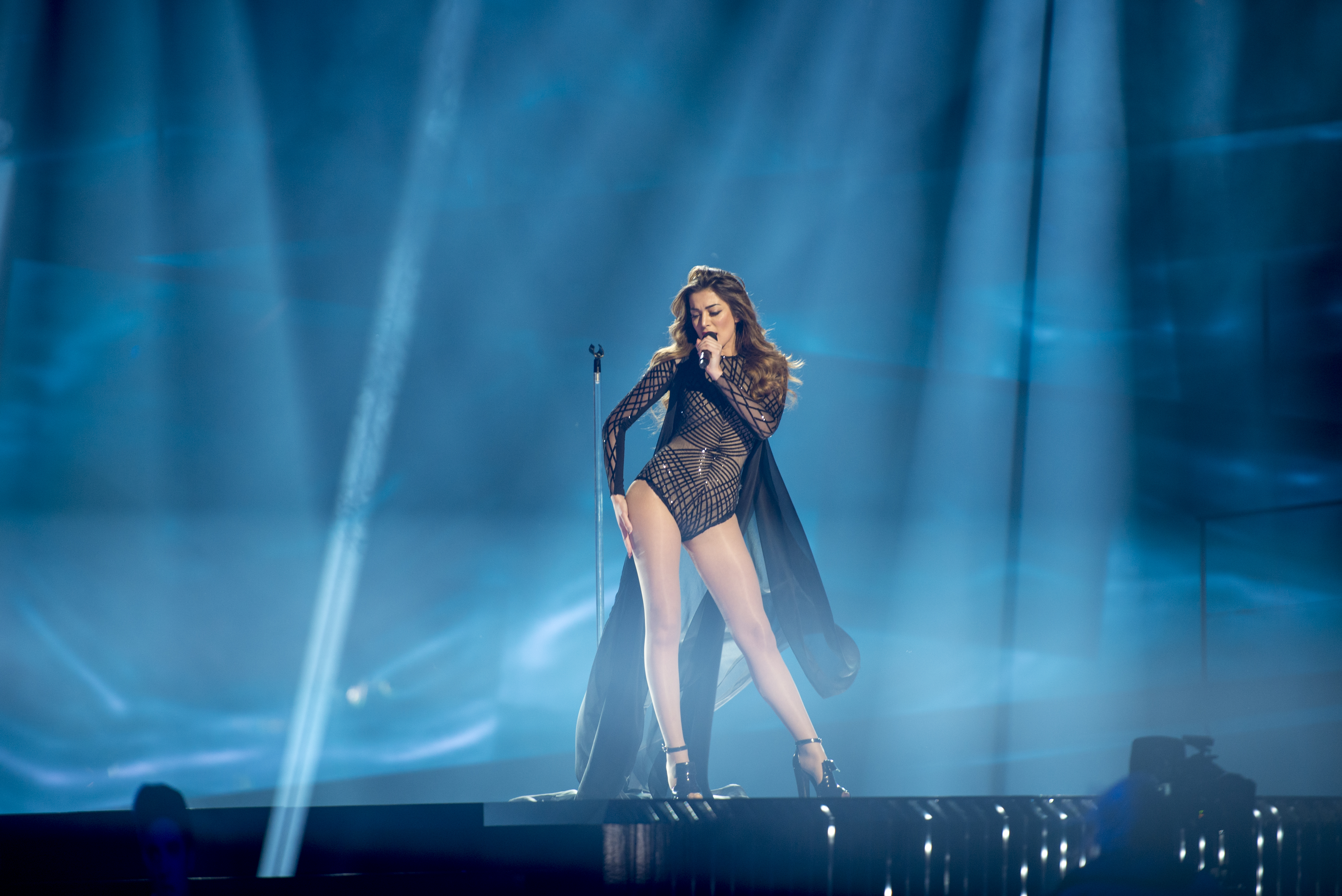
Iveta Mukuchyan 2016
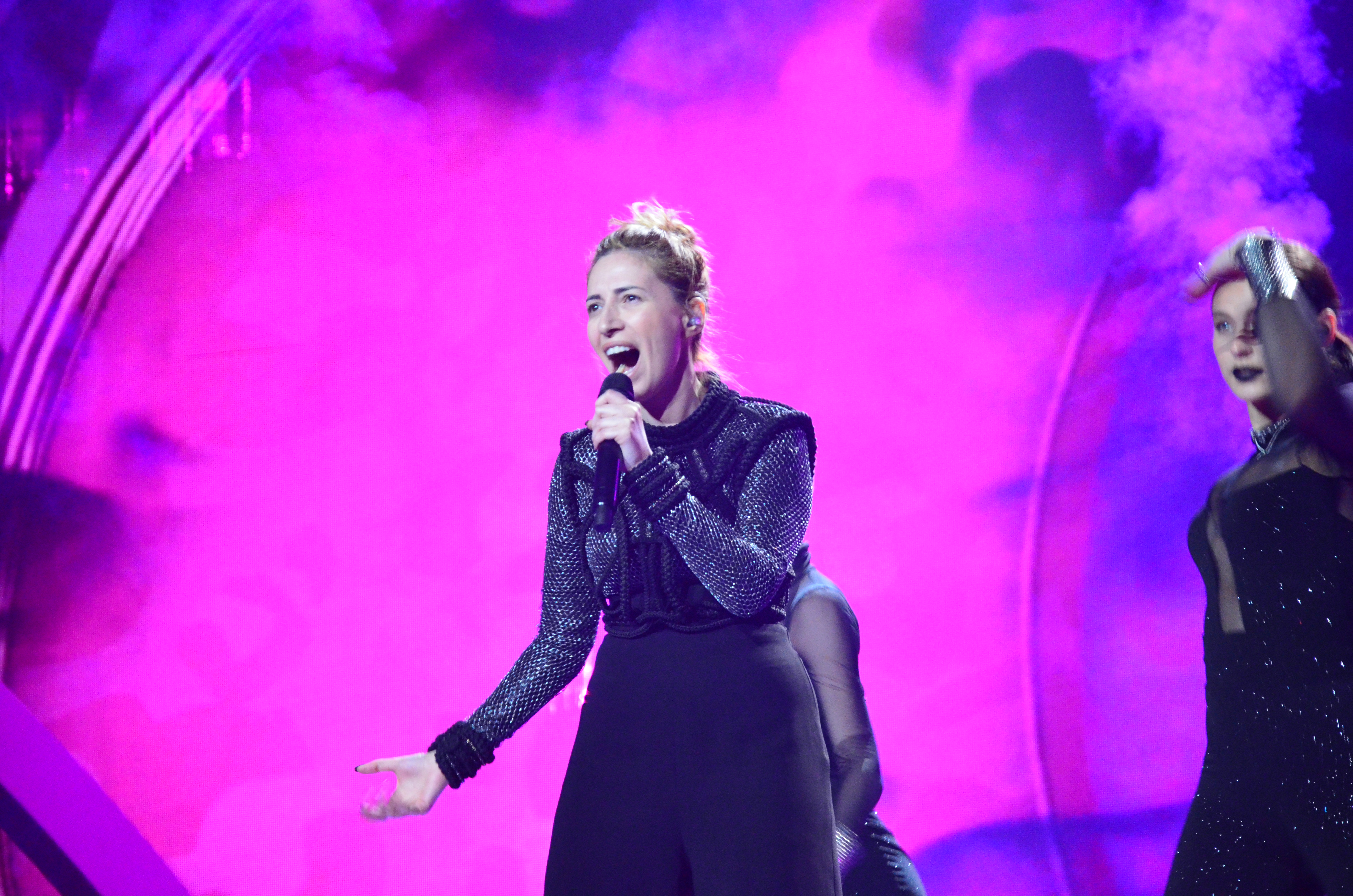
Artsvik 2017
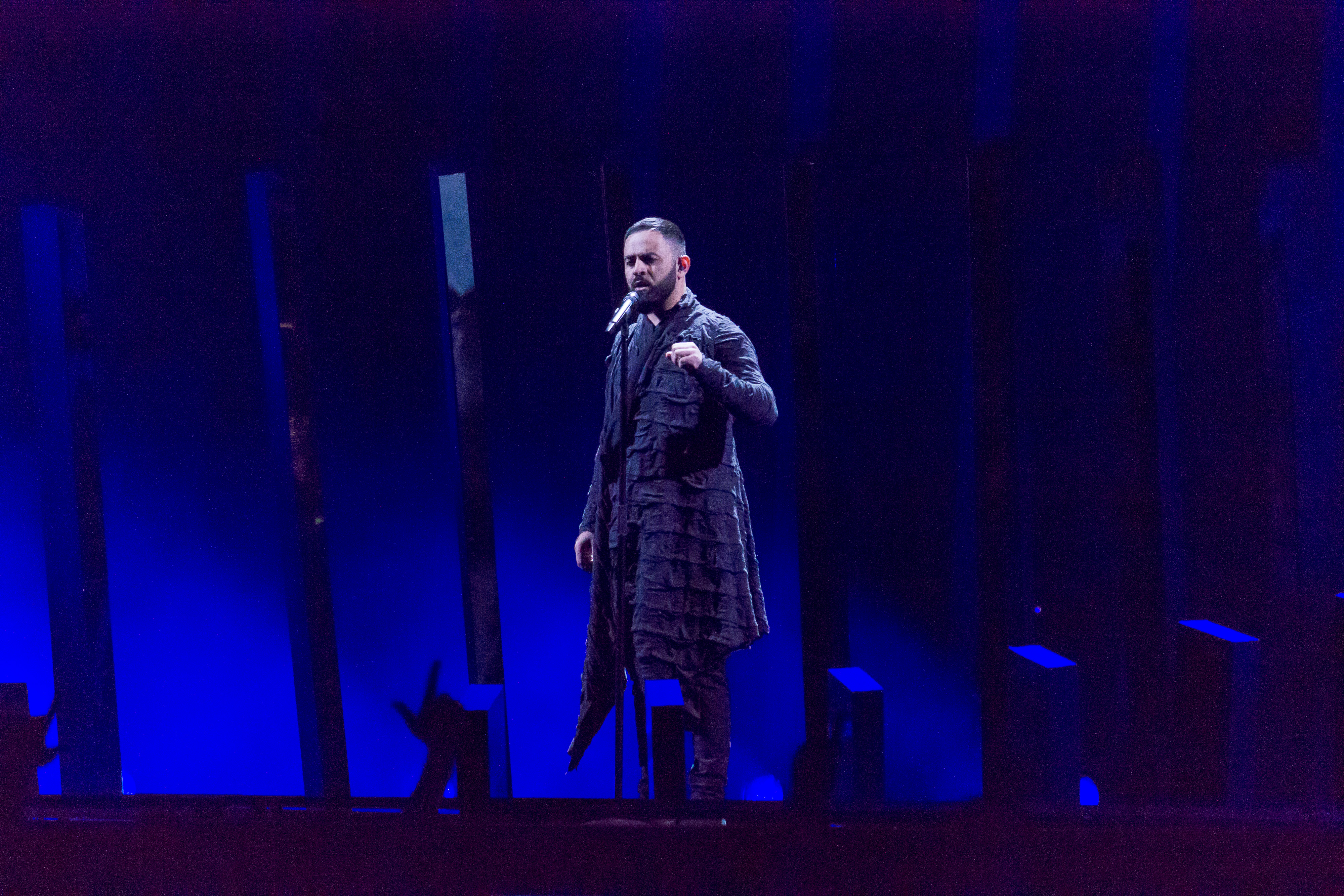
Sewak Chanaghjan 2018
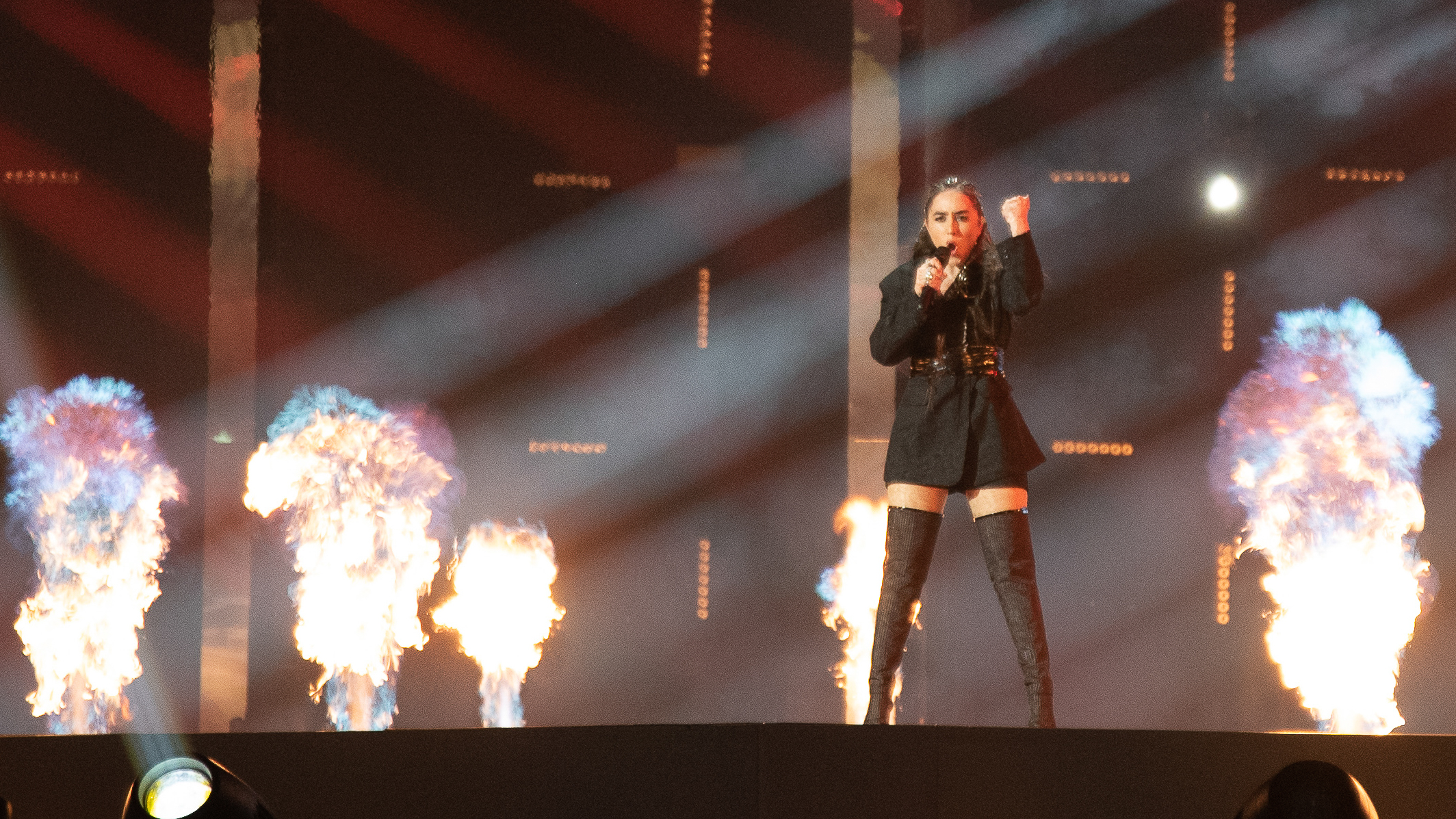
Srbuk 2019
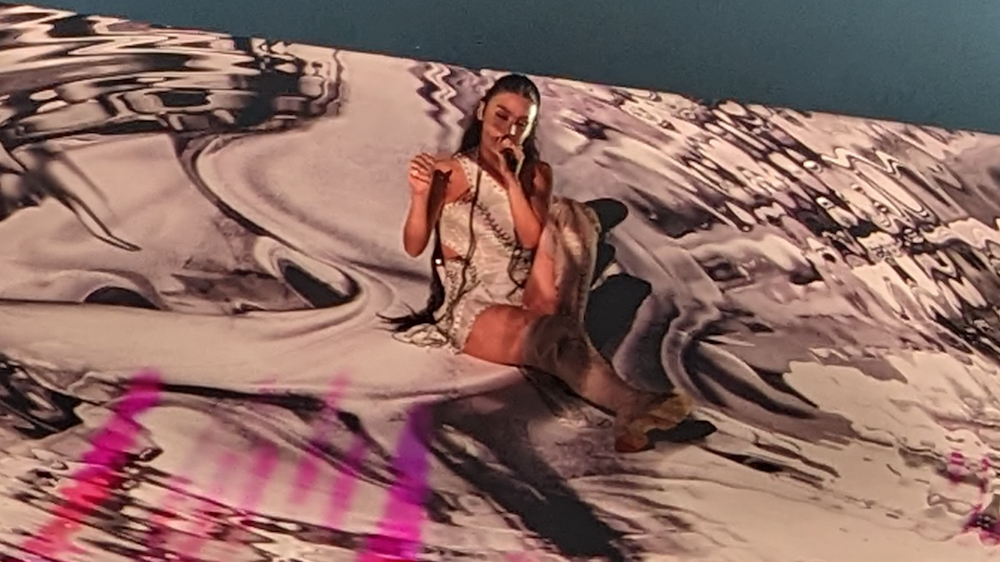
Brunette 2023
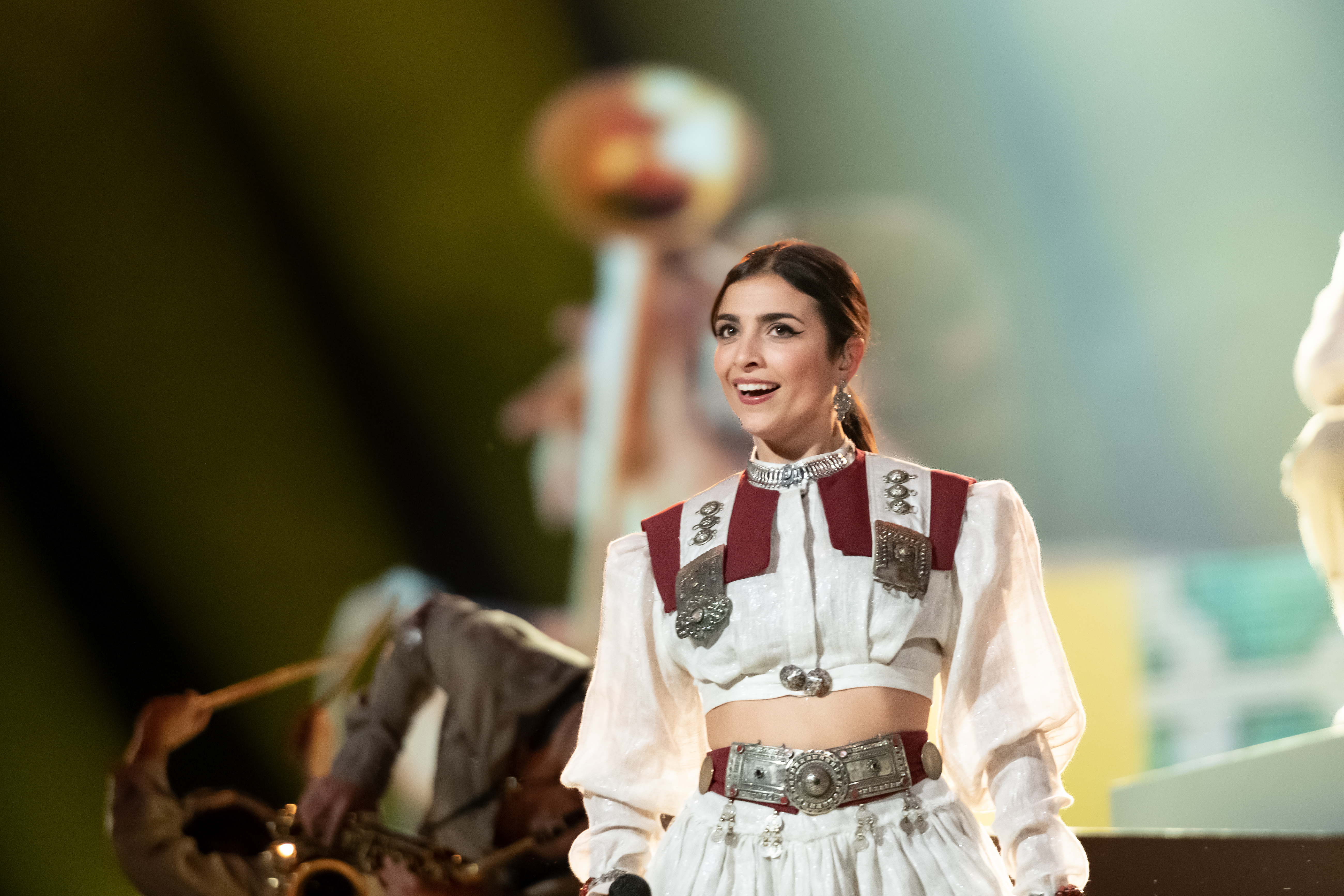
Ladaniva 2024
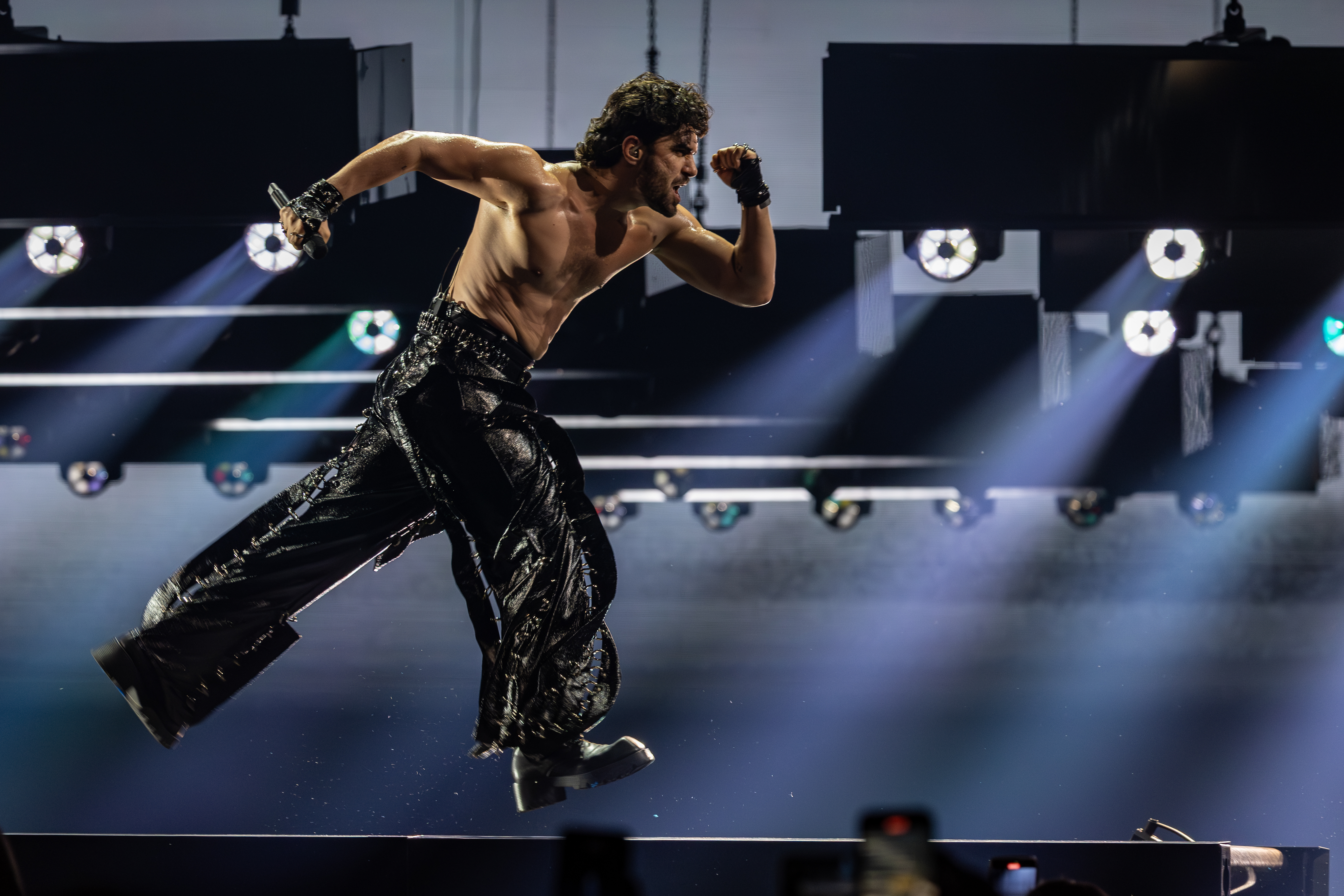
PARG 2025